# Rue Berger
Ne doit pas être confondu avec Rue des Bergers.
La rue Berger est une voie située dans le 1er arrondissement de Paris. 

## Origine du nom
Elle doit son nom à Jean-Jacques Berger (1790-1859), préfet de la Seine. 

## Historique

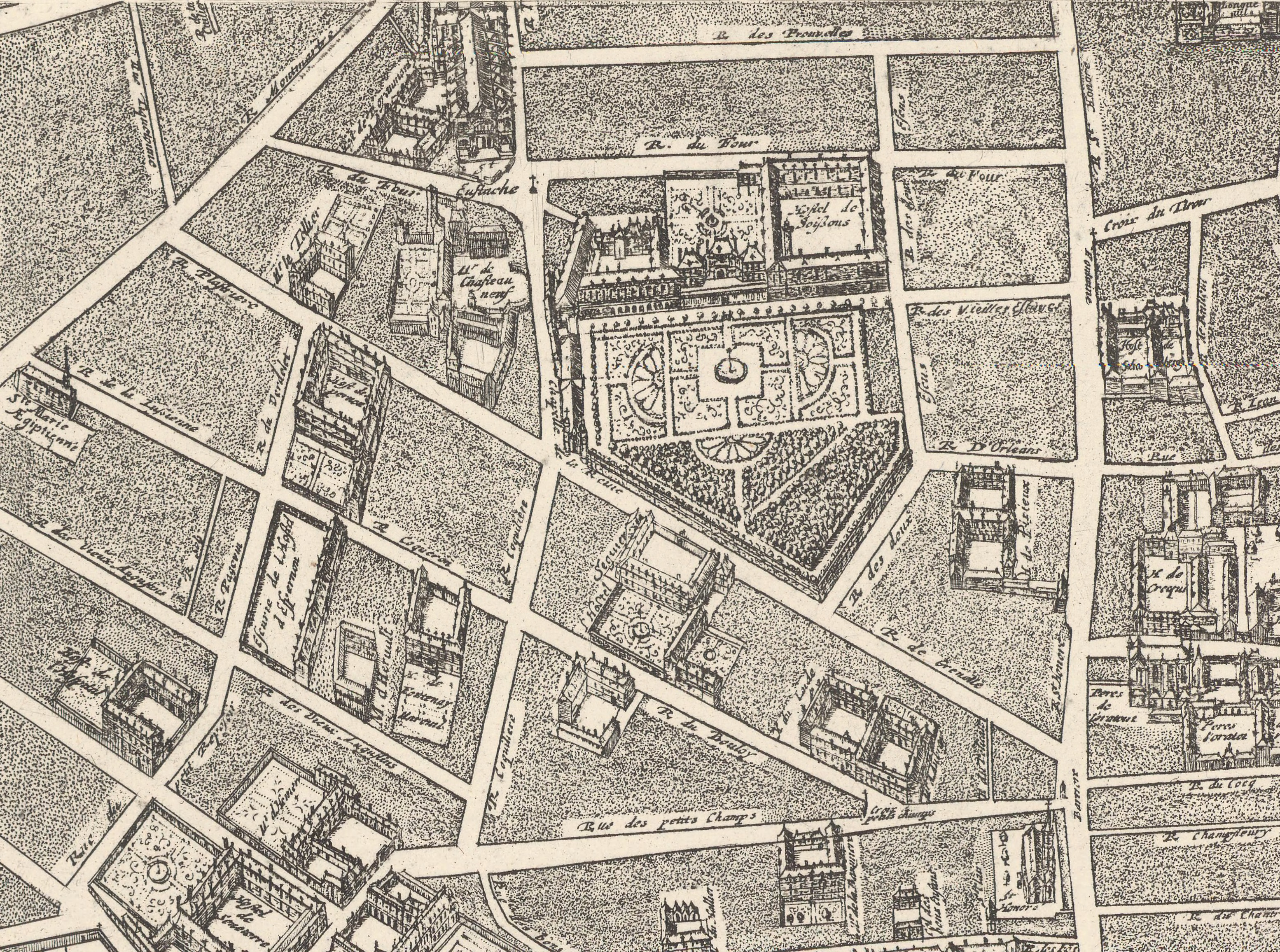
L'ancienne rue « des deux Escus » sur un extrait du plan de Gomboust (1652). Le nord est orienté à gauche.

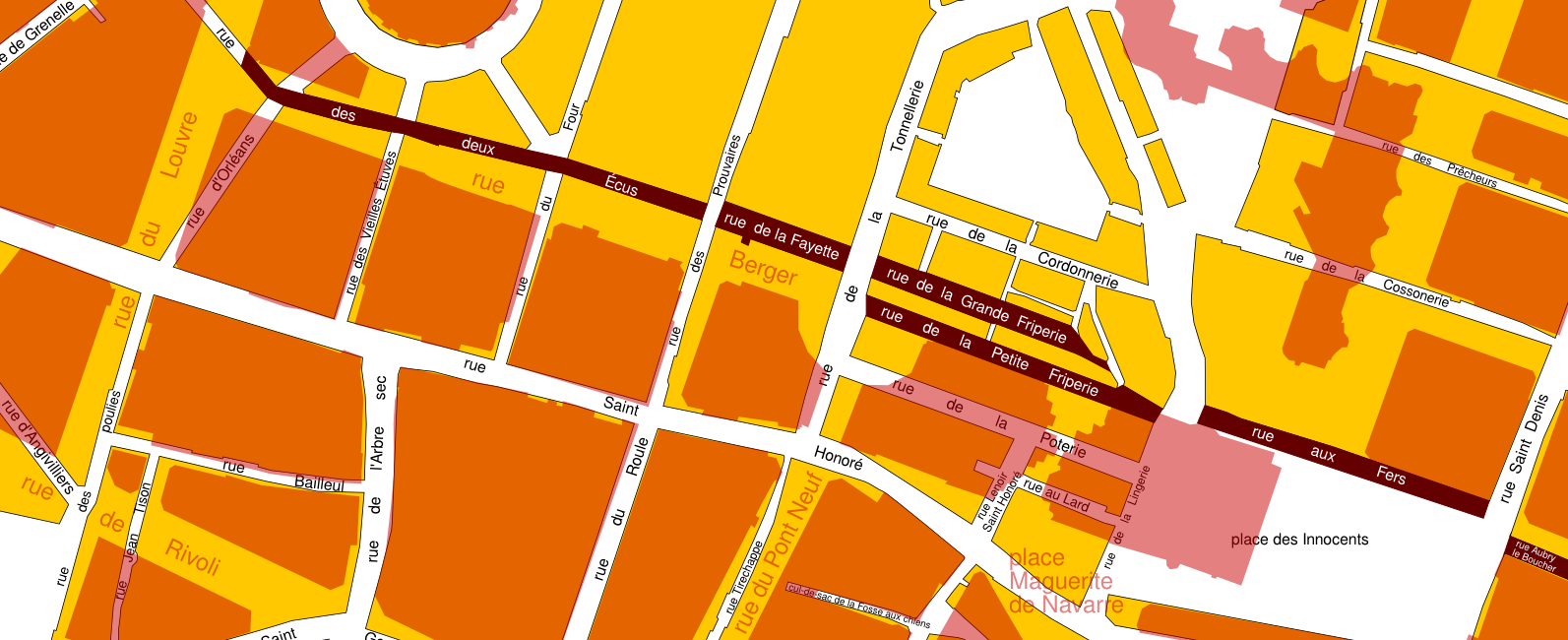
Plan à la fin du XVIIIe siècle des rues qui formeront la rue Berger en 1854 (en superposition, le tracé des rues en 2014).

La rue Berger a été ouverte en 1854. 
Elle a été tracée à l'emplacement d'anciennes rues : une partie de la rue Aubry-le-Boucher à l'est ; la rue aux Fers ; les rues de la Grande Friperie et de la Petite Friperie ; la rue de Lafayette (ou du Contrat-Social) entre la rue de la Tonnellerie et la rue des Prouvaires ; la rue des Deux-Écus entre la rue des Prouvaires et la rue du Louvre. 
La rue des Deux-Écus était elle-même appelée « rue des Écus » au XIIIe siècle, puis au XVe siècle, « rue Traversaine » ou « Traversine » pour sa partie est (entre la rue des Prouvaires et la rue des Vieilles-Étuves) et « rue de la Hache », ou « rue des Deux-Haches » (du nom d'une enseigne) pour sa partie ouest (entre la rue des Vieilles-Étuves et la rue d'Orléans). Il en subsiste une partie sous le nom de place des Deux-Écus, de l'autre côté de la rue du Louvre.
Quant à la rue aux Fers, elle s'était précédemment dénommée « rue au Ferre », « rue aux Fèves », « rue aux Fèvres », « rue au Feure » ou encore « rue du Fouarre ».
Ainsi, cette rue est citée dans Le Dit des rues de Paris de Guillot de Paris sous le nom « rue des Escus ».
Le 5 août 1918, durant la Première Guerre mondiale, un obus lancé par la Grosse Bertha explose au no 87 rue Berger.

## Bâtiments remarquables et lieux de mémoire

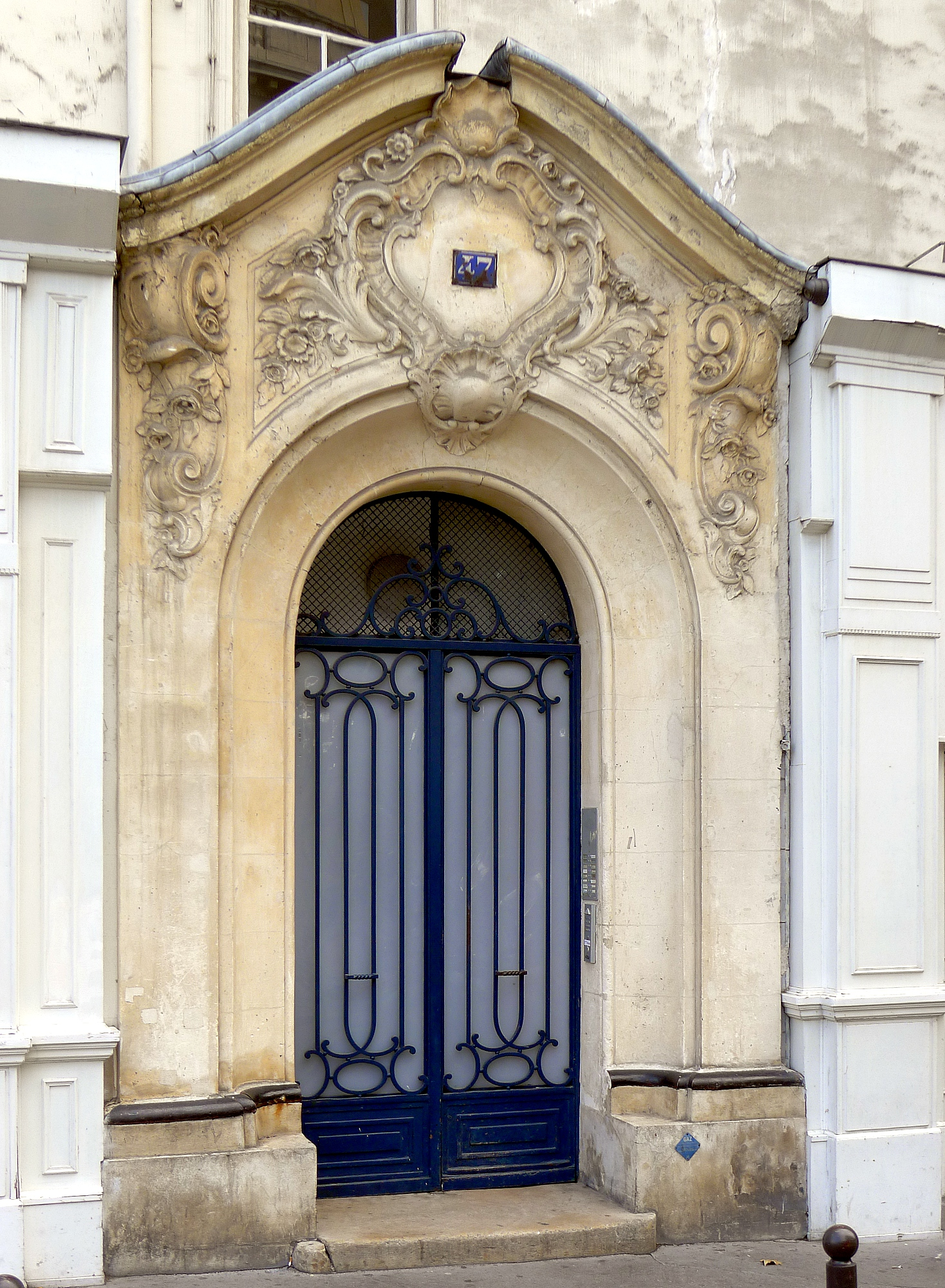
Porte du no 47.
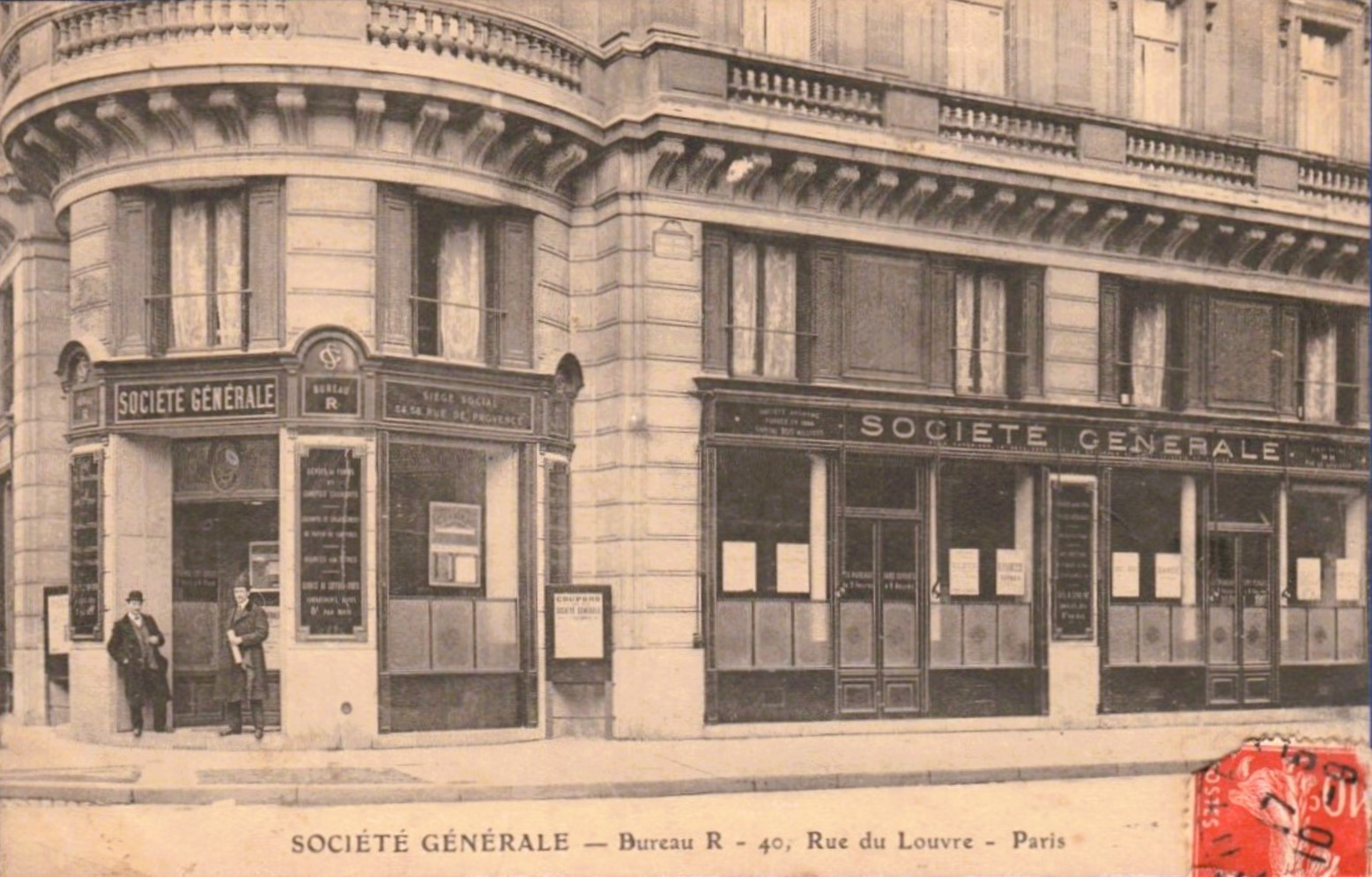
Bureau de la Société générale à l'angle avec la rue du Louvre, années 1900.
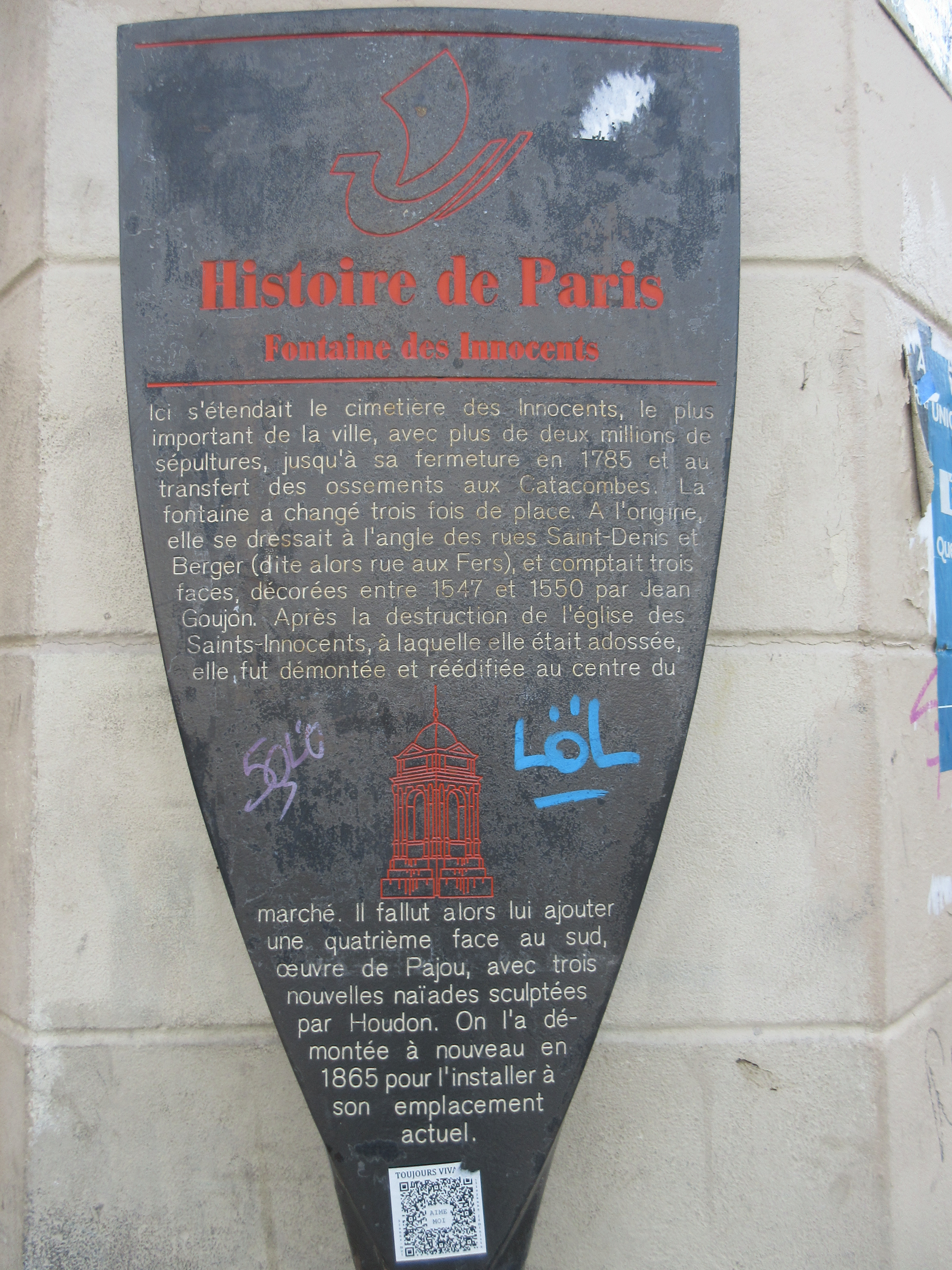
Panneau Histoire de Paris « Fontaine des Innocents »

- Le cabaret de Paul-Niquet qui était situé au no 26 rue aux Fers absorbée par la rue Berger[4].
- no 44-48 et 40 rue du Louvre : aujourd'hui immeuble de commerces et bureau ; à l'origine Central Hôtel. Sur la rue Berger, le rez-de-chaussée était occupé au début du XXe siècle par le bureau R de la Société générale.

### Dans la fiction
Le restaurant tenu par Jean Gabin à l'enseigne du Rendez-vous des Innocents, dans le film de Julien Duvivier, Voici le temps des assassins (1956), est censé se situer au 20 de la rue Berger.

## Pour approfondir